# 최덕주
최덕주(崔德株, 1960년 1월 3일 ~ )는 대한민국의 전 축구 선수이자 현 지도자로 현재 중앙대학교 축구부 감독직을 맡고 있다.

## 선수 시절
1984년 한일은행 축구단 입단을 통해 선수 생활을 시작했고 그 해에 19경기에서 7골을 기록했고 1985년 포항 스틸러스로 이적하였지만 8경기에서 단 한골도 기록하지 못했다. 이후 일본으로 건너가 1987년부터 2시즌 동안 마쓰시타 전기산업에서 선수 생활을 이어가다가 1990년 선수 생활을 마감했다.

## 지도자 생활
1990년 선수 생활을 마감하자마자 모모야마대학교의 코치로서 지도자 생활을 시작했고 1992년부터 1998년까지 실업팀인 호고쿠공업의 감독으로 팀을 이끌었고 1998년부터 2001년까지 오사카조선고등학교 축구부의 감독을 맡았다. 이후 2006년 12월 대한축구협회 유소년 전임지도자로 선임되었고 특히 2010년 FIFA U-17 여자 월드컵에서 대한민국 U-17 여자 축구 국가대표팀의 감독으로서 한국 축구 역사상 최초의 FIFA 주관 대회 첫 우승을 만들었다. 그리고 2011년 대한민국 U-20 여자 축구 국가대표팀의 감독을 지냈고 2012년 6월부터 2013년까지 남자 국가대표팀의 수석 코치로 활동했고 2014년에는 대구 FC의 감독으로 활동했다. 이후 2015년부터 모교인 중앙대학교의 감독으로 부임하여 2019년 전국 춘계대학축구연맹전에서 준우승으로 이끌었고 같은 해 추계연맹전에서 중앙대학교의 34년만의 우승을 이끌었고 U-리그 왕중왕전에서도 우승을 이끌었다.